# Emmanuel Morin
Emmanuel Morin (ur. 13 marca 1995 w Machecoul) – francuski kolarz szosowy.
Podczas Vuelta a España 2020 dwukrotnie kończył etapy w czołowej „dziesiątce”.

## Osiągnięcia
Opracowano na podstawie:
2020
- 3. miejsce w La Tropicale Amissa Bongo

2021
- 2. miejsce w Route Adélie de Vitré

2022
- 2. miejsce w Cholet-Pays de la Loire

## Rankingi
| Rok             | 2019  | 2020 | 2021 | 2022 | 2023 | 2024 |
| --------------- | ----- | ---- | ---- | ---- | ---- | ---- |
| World Ranking   | 2990. | 323. | 611. | 382. | 941. | 427. |
| UCI Europe Tour | 1841. | 268. | 490. | 308. | -    | -    |
|                 |       |      |      |      |      |      |
| Źródło: UCI     |       |      |      |      |      |      |